# Dicranota (Paradicranota) carbo
Dicranota (Paradicranota) carbo is een tweevleugelige uit de familie Pediciidae. De soort komt voor in het Palearctisch gebied.